# 极速前进澳洲版2
《极速前进澳洲版2》（英語：The Amazing Race Australia）是澳洲第二季以美國真人秀節目《极速前进》為藍本的澳洲版本。
本節目由澳洲，曾攝製其他版本節目的Active TV Australia攝製，於2012年5月在澳洲電視台Seven Network播放。節目內容為多隊由兩位本身有關係的澳洲人所組成的11支參賽隊伍，遊歷全球不同國家，並完成不同任務之環球淘汰賽，以爭奪最終冠軍之獎金25萬澳元。
2011年7月17日Seven Network开拍极速前进澳洲版第二季，并于2011年8月19日拍摄结束，官网于2012年4月20日公布参赛队伍。
節目1、2、4节於每周三晚上9時30分於Seven Network頻道啟播，第3节于2012年6月13日在非悉尼地区播放；6月14日于悉尼地区播放，第5节以后节目恢复第一季播出时间于每周一晚7时30分播放，每集長1小時30分。

## 比賽結果
下表列出全部參賽隊伍及隊員關係（節目拍攝當時之關係），以名次先後排名。注意當中列作的資料未必完全反映電視播放時的情況，因表中可能會納入或排除某些數據。
| 隊伍           | 關係            | 分段比賽成績 | 分段比賽成績 | 分段比賽成績 | 分段比賽成績 | 分段比賽成績 | 分段比賽成績 | 分段比賽成績 | 分段比賽成績 | 分段比賽成績 | 分段比賽成績 | 分段比賽成績 | 分段比賽成績 | 路障完成數目      |
| 隊伍           | 關係            | 1            | 2            | 39           | 410          | 57           | 6            | 7            | 7            | 8            | 9            | 10           | 11           | 路障完成數目      |
| -------------- | --------------- | ------------ | ------------ | ------------ | ------------ | ------------ | ------------ | ------------ | ------------ | ------------ | ------------ | ------------ | ------------ | ----------------- |
| Shane & Andrew | 警察            | 8th          | 7th          | 6th2         | 5th⊃         | 5th⊃         | 6th–         | 3rd          | 2nd          | 2nd          | 1st          | 3rd          | 1st          | Shane 6, Andrew 5 |
| Paul & Steve   | 工友            | 10th         | 5th          | 5th2         | 6th⊂         | 1st⊂         | 1st>+        | 1st          | 1st          | 1stƒ         | 4th          | 2nd          | 2nd          | Paul 6, Steve 4   |
| Michelle & Jo  | 双胞胎/啦啦队员 | 7th          | 2nd          | 3rd2         | 4th⊃         | 2nd          | 2nd<+        | 2nd          | 3rd          | 3rd          | 3rd          | 1st          | 3rd          | Michelle 6, Jo 5  |
| Joseph & Grace | 兄妹            | 6th          | 8th          | 7th          | 3rd⊃         | 4th          | 3rd^         | 7th5         | 6th          | 4th          | 2nd          | 4th6         |              | Joseph 4, Grace 4 |
| Lucy & Emilia  | 姊妹            | 11th         | 10th         | 9th2         | 8th          | 6th          | 5th–         | 5th          | 5th          | 5th          | 5th          |              |              | Lucy 3, Emilia 5  |
| James & Sarah  | 恋人            | 3rd          | 9th          | 8th          | 1st          | 7th4         | 7th~         | 4th          | 4th          | 6th          |              |              |              | James 3, Sarah 3  |
| Sticky & Sam   | 室友            | 5th          | 1st          | 1st2         | 2nd⊃         | 3rd          | 4th^         | 6th          | 7th          |              |              |              |              | Sticky 3, Sam 2   |
| Ross & Tarryn  | 父女            | 1st          | 4th          | 2nd          | 7th⊃         | 8th4         | 8th~8        |              |              |              |              |              |              | Ross 3, Tarryn 1  |
| Kym & Donna    | 恋人            | 2nd          | 6th          | 4th2         | 9th3⊃        |              |              |              |              |              |              |              |              | Kym 1, Donna 1    |
| Sue & Teresa   | 发型师          | 4th          | 3rd          | 10th2        |              |              |              |              |              |              |              |              |              | Sue 2, Teresa 0   |
| Adam & Dane    | 兄弟            | 9th          | 11th1        |              |              |              |              |              |              |              |              |              |              | Adam 0, Dane 0    |

- 紅：該隊已被淘汰。
- 綠ƒ：該隊贏得快进（Fast Forward）線索。
- 斜體藍：表示隊伍最後抵達非淘汰提示站，在下赛段必须第一队到达提示站，否则需罚时30分钟。
- 下線藍：表明该队伍虽最后到达中继站但被拯救卡（Salvage Pass）拯救而免于淘汰。
- 黄>：該隊讓路了被让路的队伍；<是指定讓路的队伍
- 棕⊃表明該隊回转了被回转的队伍；⊂是被定迴轉的队伍。
- 藍色賽程號碼：該賽段為雙倍賽段。(名次為該集結束時刻之順位)
- –，+,^,~表示各队在联合任务的组队情况
- ^  注解1：Adam & Dane本来是第7队到达中继站的队伍，但由于他们贩卖自己的物品被罚时30分钟，这使得他们被淘汰
- ^  注解2：Sticky & Sam, Michelle & Jo, Kym & Donna, Paul & Steve, Shane & Andrew, Lucy & Emilia 以及 Teresa & Sue在运输陶罐任务上打破了多于15个陶罐，被罚时15分钟
- ^  注解3：Kym & Donna在迪拜彻底迷路，以至于最后没能到达中继站，主持人Grant在他们所在的车上宣布他们淘汰
- ^  注解4：James & Sarah和Ross & Tarryn没能完成土耳其的路障任务，均被罚时4个小时
- ^  注解5：Joseph & Grace在巴黎抢夺James & Sarah的出租车且将他们的背包随意扔到地上，因而被罚时2个小时，从第六跌倒最后，但这不影响他们继续比赛
- ^  注解6：Joseph & Grace在北京彻底迷路，以至于最后没能到达中继站，主持人Grant在他们所在位置宣布他们淘汰。Joseph原本要完成路障也没有完成
- ^  注解7：由于第五赛段的回转是匿名的，所以Shane & Andrew不用贴出自己的照片
- ^  注解8：Ross & Tarryn原本有30分钟的罚时，但他们到达时已是最后一名，所以该罚时免去
- ^  注解9：第三赛段只播出了两个路障而未播出绕道任务
- ^  注解10：第四赛段的冲浪任务原本是路障任务，但在播出时算作附加任务
- 本数据不包括未播出的路障。

## 旅程
→  菲律賓 →   印度 →  阿联酋 →  土耳其 →  法國 →  古巴 →  加拿大 →  中国 →  

## 獎項
獎項頒發給每賽段的冠軍隊伍。
- 第1段 - 瑞士维他命公司送出的10,000澳元及拯救卡（该卡有2种功能：1、让自己的队伍于第二赛段能提前1小时出发；2、拯救第一赛段垫底的队伍免被淘汰）。
- 第2段 - 双人观看日本摩托拉力赛的门票以及进入日本丰田参赛队后厅参观的VIP资格。
- 第3段 - Bing Lee送的PC套装
- 第4段 - PUMP公司提供的双人往返新西兰旅游
- 第5段 - 丰田公司提供的观赏澳大利亚拉力锦标赛的旅行
- 第6段 - Bing Lee送的PC套装
- 第7段 - PUMP公司提供的双人往返新西兰旅游
- 第8段 - Southern Cross 公司提供的1万澳元
- 第9段 - 瑞士维他命公司送出的10,000澳元
- 第10段 - 南方航空保险公司提供的10,000澳元
- 第11段 - 250,000澳元

## 赛段摘要

澳大利亚版第二季路线图.

### 第1段（澳大利亚 → 菲律宾）
- 澳大利亚，新南威尔士州，悉尼 (悉尼皇家植物園) （起點線）
- Barangaroo (Barangaroo Wharf)[AT1]
- 悉尼（悉尼機場） 到 菲律宾马尼拉 (尼諾伊·阿基諾國際機場)
- 马尼拉 (Plaza Miranda)[AT2]
- 奎松市 到 阿爾拜省Daraga[AT3]
- Bacacay (Misibis Bay – Luyang Beach)[AT4]
- Bacacay (Misibis Bay – Mosboron Beach)

绕道：捉猪—队伍要进入猪圈，两名队员徒手各抓两头油猪并交给农夫，就能获得下一条线索。跳舞—队伍要穿上服装学习一段当地传统舞蹈并表演给评委看，若评委觉得满意，就能获得下一条线索。
附加任务
[AT1]：队伍乘船到达Barangaroo Wharf后,要将其中一辆带有红黄标志的车辆在只能直线前行或后退的情况下将其驶离车阵,之后就可以向管理员获取下一条线索。
[AT2]：在Plaza Miranda,队伍要吃完8个当地传统美食--毛鸭蛋才能获得下一条线索。
[AT3]：在指定的巴士站.队伍要登记三班间隔半小时出发的巴士.乘巴士到达阿爾拜省Daraga后，队伍要找到一位耍蛇人就能获得下一条线索。
[AT4]：在Luyang Beach,队伍要用所提供的材料制作竹筏,然后划着竹筏前往中继站.如果途中竹筏下沉,队伍要回到Luyang Beach从头再来。

### 第2段（菲律宾 → 印度）
- 马尼拉 (尼諾伊·阿基諾國際機場) 到 印度德里(英迪拉·甘地國際機場)
- 德里 (Agrasen ki Baoli)[AT1]
- 德里 (Old Fort)[AT2]
- 德里 (顾特卜塔)

绕道：在开始两项任务前,队伍要前往一家牛奶场。
挤--每名队员要轮流挤奶到达指定线，之后就能获得下一条线索。捏--队伍要徒手用牛粪和干草制作成燃料饼，一旦做完50个燃料饼后就能获得下一条线索。
附加任务
[AT1]：在Agrasen ki Baoli,队伍要在众多的带有特本的男士里找到写有"correct"的字样的头巾从而换取下一条线索。如果特本里什么都没有，就要将特本重新绑好并继续寻找。
[AT2]：在Old Fort,队伍要表演一段宝莱坞电影舞蹈，之后说一段印地语的台词。得到导演的满意后，才能获得下一条线索。

### 第3段（印度）
- 德里 到 斋浦尔(队伍在强制休息期间前往)
- 斋浦尔 (Red Elephant Temple) [AT1] [AT2]
- 斋浦尔 (纳哈加尔堡)

第一个路障：队伍要前往一所驾校然后一名队员要先学习交通标志，之后驾车载着考官和其队友到一座市场就能获得下一条线索。
第二个路障：队伍要前往Panna Meena ka Kund。然后一名队员要走41级下行台阶和10级上行台阶到宗教大师那里就能获得下一条线索.
附加任务
[AT1]：队伍在Red Elephant Temple接受祭祀的祝福就能获得下一条线索。
[AT2]：完成第一个路障后，队伍要在牛车上堆75个陶罐，然后驾着牛车前往另一座市场。如果碎了的陶罐超过15个，队伍在运送后原地罚时15分钟.

### 第4段（印度 → 阿联酋）
- 斋浦尔 (斋浦尔火车站) 到 德里 (德里火车站)
- 德里(英迪拉·甘地國際機場) 到 阿联酋杜拜 (杜拜國際機場)
- 杜拜 (迪拜國際機場停车场)
- 杜拜 (疯狂河道水上乐园)[AT1]
- 杜拜 (美丹马场) [AT2]
- 杜拜 (Four Points Helipad)

起点线任务：队伍要在投票回转牌上投出自己的一票,得票数最高的队伍将要完成本赛段绕道的两项任务。
绕道：在开始两项任务前，队伍要驾车前往Al Faqa沙漠。
骆驼冲刺—队伍要骑着骆驼在范围内收集四面旗帜，然后骑着骆驼回到起点用四面旗帜换取下一条线索。沙漠赛跑—队伍要驾驶沙滩车行驶10公里，到达终点后就能获得下一条线索。
附加任务
[AT1]：在疯狂河道水上乐园的冲浪池，队伍要拿着冲浪板冲到冲浪池的前端就能获得下一条线索。
[AT2]：在美丹马场，队伍要选择冠军马，一旦他们在一场比赛里猜中了就能获得下一条线索。如果比赛全部结束后依然没有猜中，就要背着同伴走到终点。

### 第5段（阿联酋 → 土耳其）
- 杜拜 (卓美亚海滩酒店码头)[AT1]
- 杜拜 (Deira Old Souq Station)
- 杜拜 (杜拜國際機場) 到 土耳其伊斯坦堡 (伊斯坦堡國際機場)
- 伊斯坦堡 (蘇丹艾哈邁德清真寺)
- 伊斯坦堡 (伊斯坦堡考古博物館)

绕道：数个数—队伍要前往香料交易广场，然后计算一袋干酸橙的数量。一旦给出的数字正确就能获得下一条线索。排价格—队伍要前往一家珠宝店，然后将七件珠宝按价格从低到高排序。排列正确后就能获得下一条线索。
路障：一名队员要步行前往圣索非亚大教堂，记住在墙上的8个阿拉伯标志。然后再前往地下水宫殿，将标志按照正确的顺序排成一列就可以获得下一条线索。(注:队伍只能返回圣索非亚大教堂一次)
附加任务
[AT1]：在卓美亚海滩酒店的码头，队伍等待名叫“迪拜明珠”号的游船，之后他们要上船找到船长就能获得下一条线索。

### 第6段（土耳其）
- 伊斯坦堡 (许蕾姆苏丹公共浴场)[AT1]
- 伊斯坦堡 (如梅利堡壘)
- 伊斯坦堡 (巴耶塞特广场)

绕道：闪亮—队伍要在一排擦鞋摊并选择一个，然后说服10位路人来擦鞋。每擦一双鞋收取不低于4里拉，之后将赚来的钱交给摊主就能获得下一条线索。
图案—队伍要前往一家地毯店并选择一个图案，然后在众多地毯里找到与选择的图案一模一样的地毯。之后就能获得下一条线索。
联合：队伍要在身上涂上橄榄油，然后与土耳其摔跤手进行肉搏。一旦一名队员抢到了放在台上的神灯后，就能获得下一条线索。
路障：一名队员要穿上苏菲教服成为托钵僧，然后要跳一段苏菲舞。转满五分钟后就能获得下一条线索。
附加任务
[AT1]：在许蕾姆苏丹公共浴场，队伍要用所提供的肥皂擦洗队友的身体。直到洗出肥皂里的下一条线索。

### 第7段（土耳其 → 法國 → 古巴）
- 伊斯坦堡 (伊斯坦布尔國際機場) 到 法國巴黎 (夏爾·戴高樂国际機場)
- 巴黎 (巴黎藍帶廚藝學校)
- 巴黎 (兰吉批发市场)[AT1]
- 巴黎 (德比利行人橋)[AT2]
- 巴黎 (夏爾·戴高樂国际機場) 到  古巴哈瓦那 (何塞·馬蒂國際機場)
- 哈瓦那 (Tropicana夜总会)[AT3]
- 哈瓦那 (Hotel Nacional)

路障：一名队员要根据所提供的材料和制作步骤制作当地的一道甜品--梳芙厘，之后将做好的梳芙厘给评委品尝。得到评委的满意后，就能获得下一条线索。
附加任务
[AT1]：队伍要在兰吉批发市场找到指定的奶酪店，然后队伍要前往仓库领取一整块奶酪再将奶酪送往另一家奶酪店。如果表面没有破损，就能获得下一条线索。
[AT2]：在德比利行人橋，队伍要找到一位正在作画的画家才能获得下一条线索。
[AT3]：在Tropicana夜总会，队伍要找到领舞者才能获得下一条线索。
- 哈瓦那 (海明威码头)[AT1]
- 萨帕塔沼泽  (澳大利亚镇附近的鳄鱼场)[AT2]
- 萨帕塔沼泽 (Hotel Villa Guamá next to Laguna del Tesoro)

路障：一名队员要根据船上的指南针和地图，在海上找到一位渔夫就能获得下一条线索。如果队伍在途中钓到鱼，就可以直接获得下一条线索。
绕道：拼图—队伍要驾车前往主教座堂广场，然后完成90块切·格瓦拉的拼图。完成后，就可以向叼着雪茄女士获得下一条线索。
调酒—队伍要驾车前往海明威曾到过的酒吧然后每名队员调制6杯酒，然后用一只手托着托盘把6杯酒送到一家酒店的海明威故居。只要6杯酒都在标志线以上，就能获得下一条线索。
附加任务
[AT1]：在海明威码头，队伍要登记四班往返船的出发时间。
[AT2]：在鳄鱼场，队伍要给鳄鱼喂食，然后再用套绳套住一条鳄鱼。之后就可以步行前往码头，再乘船前往中继站。

### 第8段（古巴 → 加拿大）
- 哈瓦那 (国会大厦)（赛段起点）
- 哈瓦那 (何塞·馬蒂國際機場) 到 加拿大溫哥華(溫哥華國際機場)
- 溫哥華 (史丹利公園)[AT1]
- 溫哥華 (温哥华划艇俱乐部)[AT2]
- 溫哥華 (CRAB Park)

通行证：队伍要前往一家艺术工作室，然后在一堂写生课里担当人体模特。当学生画完后，就可以获得通行证。
绕道：投掷—队伍要将斧头扔向面前的靶子上，一旦队伍在40次投掷机会里扔中10次，就能获得下一条线索。摇晃—队伍要站在滚动的圆木上并让圆木滚动10圈，之后就能获得下一条线索。
路障：一名队员要在正在行进缆车里的三个不同的地方拿到三面比赛旗帜，否则要回到山脚从头再来。
附加任务
[AT1]：在史丹利公園,队伍要找到图腾柱接受酋长的祝福后,就能获得下一条线索和两个船桨。
[AT2]：队伍要划船前往一艘帆船并破解上挂在船上的旗语，一旦翻译正确就能获得下一条线索。

### 第9段（加拿大）
- 溫哥華（Westin Bayshore Hotel） 到 班夫[AT1]
- 班夫 (Wild Bill's Saloon)[AT2]
- 班夫國家公園 (Rundle Mountain)
- 班夫國家公園(Great Divide Trail)[AT3]
- 路易斯湖 (路易斯湖城堡酒店)[AT4]
- 班夫國家公園 (班夫溫泉酒店)

路障：一名队员要用攀冰工具是自己爬上25米冰瀑布的顶端，之后就能获得下一条线索。
绕道：搜寻—队伍要用雪崩仪在指定区域搜寻一台传送机，之后就可以用传送机换取下一条线索。滑雪—每名队员要滑下一道雪坡并绕过旗帜。当两名队员都到达终点后且不摔倒，就能获得下一条线索。
附加任务
[AT1]：在Westin Bayshore Hotel，队伍要登记两班间隔一小时出发前往班夫的巴士。
[AT2]：在Wild Bill's Saloon,队伍要进行一场骑牛比赛。一旦骑牛时间到达一分钟就能获得下一条线索。（注：他们也可以在到达一分钟后继续骑牛。如果骑牛的时间最长，将会在下一个任务提前半小时开始。）
[AT3]：在Great Divide Trail，队伍要乘坐狗拉雪橇，在雪场里找到下一条线索。
[AT4]：在路易斯湖城堡酒店，队伍要用所提供的工具凿开一块冰，从而获得里面的线索。

### 第10段（加拿大 → 中国）
- 班夫 到 卡尔加里(卡尔加里国际机场)
- 卡尔加里(卡尔加里国际机场) 到 中国北京(北京首都国际机场)
- 北京(簋街)
- 北京(五指生足疗养生中心)[AT1]
- 北京(卢沟桥)[AT2]
- 北京(故宫--太庙)

绕道：侍者—队伍要前往一家中餐馆，选择一桌食客，食客会以汉语普通话点菜，选手们需把菜名覆述给大厨。正确后厨师会上相应的食物。当所有食物上齐后，就能获得下一条线索。
转盘—队伍要转动写有食物的转盘，当转盘的指针停在哪个菜名上，队员要将相应的菜全部吃掉。当每名队员吃完两道佳肴后就能获得下一条线索。
路障：队伍要前往慕田峪长城，然后一名队员要在穿过有众多士兵把守的9排防线,每排防线只有一名战士可以通过。一旦被阻挡三次，队员要回到起点从头再来。当他们穿过最后一排防线，就能获得下一条线索。
附加任务
[AT1]：在五指生足疗养生中心，队伍要接受每只脚五分钟的足疗就能获得下一条线索。如果中途停止就得从头再来。
[AT2]：在卢沟桥队伍要数清桥上有多少石狮，只有给出正确的数字才能获得下一条线索。

### 第11段（中国 → 澳大利亚）
- 北京(北京首都国际机场) 到 桂林(桂林两江国际机场)（队伍在强制休息期间前往）
- 桂林(漓江)[AT1]
- 桂林(白沙综合市场)[AT2]
- 桂林（桂林两江国际机场）到 澳大利亚昆士兰州布里斯班（布里斯班机场）[AT3]
- Kangaroo Point (Captain Burke Park)
- Dutton Park (Boggo Road Gaol)[AT4]
- 布里斯班（Archerfield Airport） 到 弗雷泽岛
- 弗雷泽岛（麦肯锡湖） [AT5]

绕道：教--队伍要前往一所小学，然后教一位小孩10个澳洲俚语，然后再前往老师那里考核。一旦小孩全部说对后就能获得下一条线索。
学--队伍要向小孩学10个相同的汉语词汇，然后再前往老师那里考核。一旦全部说对后就能获得下一条线索。
路障：一名队员要回答位于湖里5个线索箱里的问题，将相印的圈套在线索盒上。一旦全部回答正确，就能获得下一条线索。
附加任务
[AT1]：在漓江，队伍要划着当地竹筏，在江里的众多渔民里用汉语询问有没有下一条线索.如果给的是一条鱼，队伍要继续寻找直到获得下一条线索。
[AT2]：在白沙综合市场，队伍要以每个5元钱的价格卖出10把切片工具，之后将钱交给摊主就能获得下一条线索。
[AT3]：到达布里斯班后,队伍要在停车场找到做有标记的车辆才能获得下一条线索。
[AT4]：在Boggo Road Gaol，一名队员要先进去回答有关队伍之间的五道问题，然后另一名队员再进去回答。当两名队员答案一致，就能获得下一条线索。
[AT5]：完成路障后，队伍要前往海滩的另一端，在指定区域挖出装有25万澳元奖金的宝箱，之后扛着宝箱前往终点。

## 外部連結
- 官方網站（英文）